# Trottatore americano

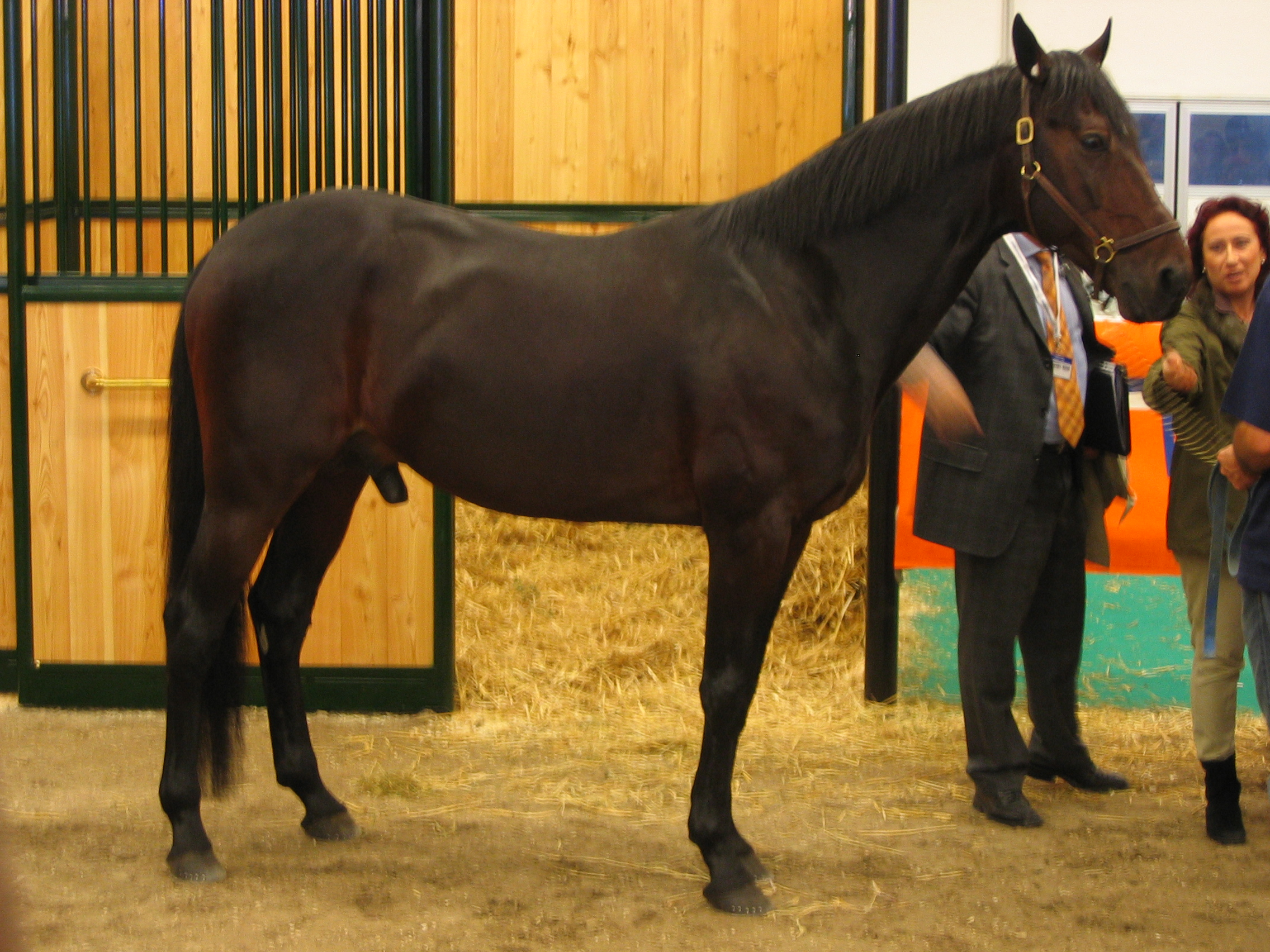
Il campione Trottatore Varenne

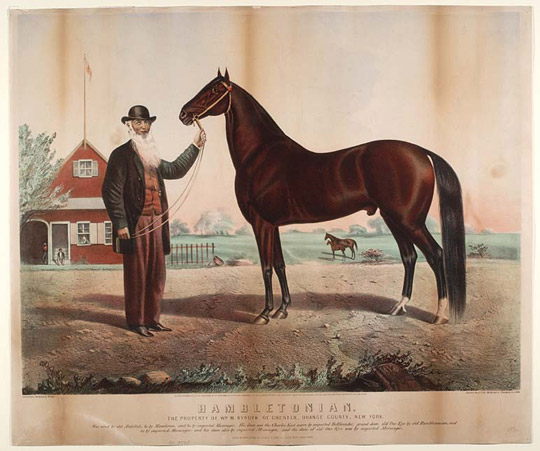
Hambletonian

Il Trottatore americano o American Standardbred è un animale selezionato per le corse al trotto e all'ambio. Il capostipite di questa razza è un Purosangue Inglese di nome Messenger (1780-1808), dal quale discende in linea diretta in terza generazione Hambletonian dal quale derivano tutti i Trottatori americani odierni. Alla formazione della razza hanno contribuito anche altri trottatori quali Trottatore Norfolk , Anglo-normanno e Orlov. 
La caratteristica principale di questa razza rispetto ad altri trottatori è l'elevata velocità nelle brevi distanze. Oggi non esiste più questa distinzione di razze, perché la selezione avviene sulle prestazioni, di conseguenza il T. americano e normanno hanno preso il sopravvento e si sono mescolati creando il Trottatore Nor-Am o Trotter.

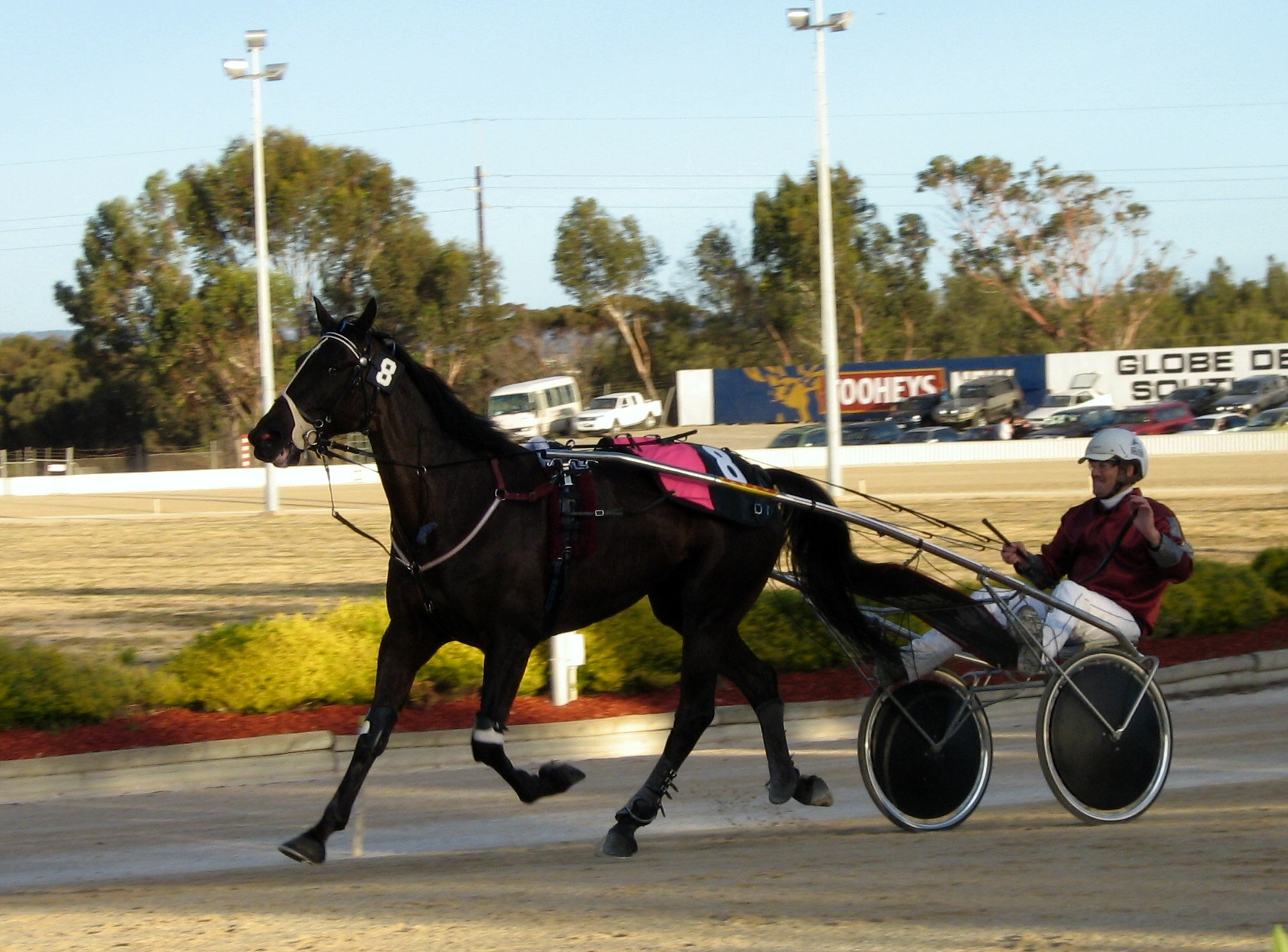
Standardbred

## Carattere
Volenteroso, resistente e docile. Spesso quelli meno adatti alle competizioni, vengono "riciclati" nei maneggi o utilizzati per  trekking.

## Aspetti Morfologici
- tipo: Dolicomorfo
- Altezza al garrese: 1,45 - 1,65 m
- Peso: 400 - 530 kg
- Mantello: Baio , Baio Oscuro, Morello, Sauro e Grigio.